# Лайнлайтер

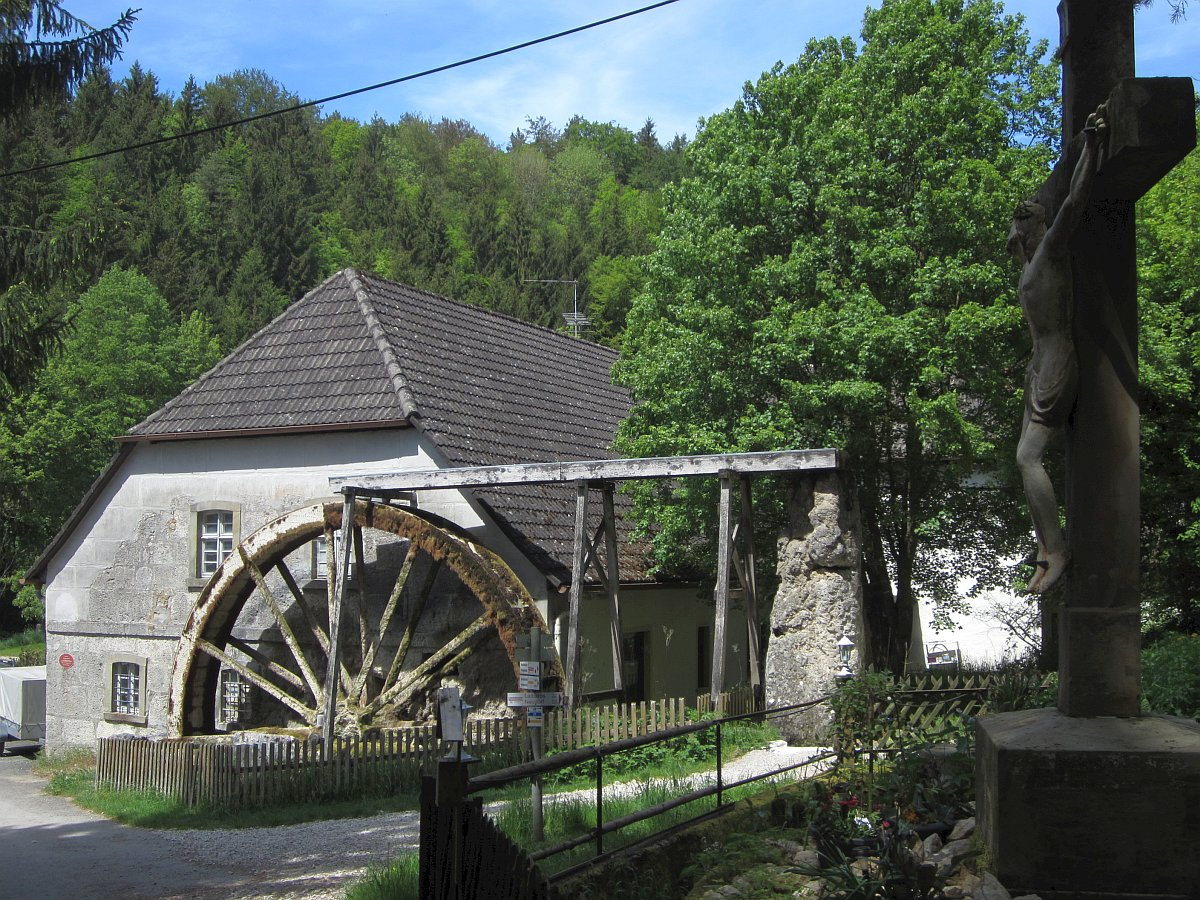
Мельница в окрестностях истока Лайлайтера

Лайнлайтер (нем. Leinleiter, Leinleiterbach) — река в Германии, протекает по Верхней Франконии (земля Бавария). Правый приток Визента. Речной индекс 242672. Площадь бассейна реки составляет 97,01 км². Длина реки 19,89 км. Высота истока 475 м. Высота устья 293 м.
Система водного объекта: Визент → Регниц → Майн → Рейн → Северное море.